# Береговая (Новгородская область)
Береговая — деревня в Боровичском муниципальном районе Новгородской области, относится к Волокскому сельскому поселению.

## География
Деревня находится в 11 км к северу от административного центра поселения — деревни Волок, в 1 км к северу от посёлка Кировский. Деревня расположена на правом берегу реки Залезёнка. Напротив деревни на левом берегу реки находится деревня Вересовка.

## История
Деревня Береговая возникла как вторая ферма совхоза имени Кирова. Наименование присвоено решением Новоблисполкома № 113 от 28 февраля 1972 года.
После прекращения деятельности Кировского сельского Совета в начале 1990-х стала действовать Администрация Кировского сельсовета, которая была упразднена с 1 января 2006 года на основании постановления Администрации города Боровичи и Боровичского района от 18 октября 2005 года и деревня Береговая, по результатам муниципальной реформы входила в состав муниципального образования — Кировское сельское поселение Боровичского муниципального района (местное самоуправление), по административно-территориальному устройству была подчинена администрации Кировского сельского поселения Боровичского района. С 12 апреля 2010 года после упразднения Кировского сельского поселения Береговая в составе Волокского сельского поселения.

## Население
| 1989 | 2002 | 2006 | 2008 | 2009 | 2010 |
| ---- | ---- | ---- | ---- | ---- | ---- |
| 15   | ↘13  | ↘7   | ↘5   | →5   | →5   |

По переписи населения 2002 года, в деревне Береговая проживали 13 человек (все русские)